# Tiberius Claudius Ulpianus (Centurio)
Tiberius Claudius Ulpianus (vollständige Namensform Tiberius Claudius Tiberi filius Quirina Ulpianus) war ein im 2. Jahrhundert n. Chr. lebender Angehöriger der römischen Armee. Durch eine Inschrift, die in Troesmis gefunden wurde, ist seine militärische Laufbahn bekannt.
Ulpianus trat entweder als einfacher Soldat in die Armee ein oder er wurde sofort im Rang eines Centurio aufgenommen, da in der Inschrift Ränge unterhalb eines Centurios nicht aufgeführt sind. Er diente als Centurio in den folgenden Legionen (in dieser Reihenfolge): in der Legio X Gemina, die ihr Hauptlager in Vindobona in der Provinz Pannonia superior hatte, in der Legio IIII Flavia, die ihr Hauptlager in Singidunum in der Provinz Moesia superior hatte, in der Legio XII Fulminata, die ihr Hauptlager in Melitene in der Provinz Cappadocia hatte, in der Legio III Cyrenaica, die ihr Hauptlager in Bostra in der Provinz Arabia hatte, in der Legio X Fretensis, die ihr Hauptlager in Jerusalem in der Provinz Syria Palaestina hatte, in der Legio II Adiutrix, die ihr Hauptlager in Aquincum in der Provinz Pannonia inferior hatte und zuletzt in der Legio V Macedonica, die ihr Hauptlager in Troesmis in der Provinz Moesia inferior hatte.
Ulpianus war in der Tribus Quirina eingeschrieben und stammte aus Laodicea Syriae. Er starb im Alter von 56 Jahren (vixit annis LVI); vermutlich hatte er 30 bis 35 Jahre in der Armee gedient.

## Datierung
Die Inschrift wird bei der Epigraphik-Datenbank Clauss-Slaby auf 107/167 datiert. James Robert Summerly datiert die Laufbahn von Ulpianus in einen Zeitraum zwischen 130 und 169.